# کارین ملیس می
کارین ملیس می (انگلیسی: Karin Melis Mey؛ زادهٔ ۳۱ مهٔ ۱۹۸۳) ورزشکار پرش طول زن اهل آفریقای جنوبی-ترکیه است.
وی در مسابقات کشوری و بین‌المللی در مجموع برندهٔ ۱ مدال نقره شده‌است.